# Рашидунска коњица
Мобилна гарда (арапски: طليعة متحركة, Тулај'а мутарика или جيش الزحف, "Џаиш ел Захф") је била елитна лака коњица рашидунске војске током муслиманског освајања Сирије, под командом Халида ибн ел Валида. Ове снаге су биле организоване као коњичка резерва која је у битку укључивана према потреби.
Након одлучне победе у бици за Аџдан 634. Године, Халид је из своје војске из Ирака која је после Аџдана бројала 8000 људи организовао јединицу од 4000 коњаника, коју рани историчари описују као Војску оштрица. Халид је ову формацију држао искључиво под својом личном контролом.
Прва забележена употреба ове коњичке силе била је током опсаде Дамаска (634). Најбоља употреба ове лако наоружане коњице која се брзо кретала откривена је током битке код Јармука (636. године) у којој је Халид ибн Валид, знајући важност и способност своје коњице, употребио је за преокретање догађаја у сваком критичном случају битка. Својом способношћу да се ангажују и одвоје, врате се и поново нападну са бока или отпозади, Мобилна стража је нанела пораз Византијској војсци. Ова снажна мобилна ударна снага често се користила у каснијим годинама као заштита.. Могла је разбијати супротстављене војске својом већом мобилношћу која јој је давала предност над било којом византијском војском. Једна од победа мобилне страже била је у бици код Хазира 637. године под заповедништвом Халида, у којој није преживио ни један византијски војник. Уз ову мобилну ударну силу муслимани су лако освојили Сирију са неколико жртава, укључујући и муслиманску победу у бици код Гвозденог моста која је уследила након предаје Антиохије.
Халид ибн Валид је организовао војно особље на карактеристичан начин - што је једноставан почетак онога што ће се касније у војној историји појавити као генералштаб. Прикупљао је из свих региона у којима се борио - Арабије, Ирака, Сирије и Палестине - мале групе оштрих и интелигентних мушкараца који су деловали као његови "официри за особље", углавном функционишући као обавештајно особље. Они би прикупљали информације, организовали слање и испитивање агента, и држали Халида у току са најновијом војном ситуацијом. То је био лични штаб, а не особље војног штаба; где год је Халид ишао, ово особље је ишло с њим и било је део мобилне страже. Мобилна стража је остала под личном командом Халида ибн Валида око четири године (634-638 н. е.) све док Халид није отпуштен из војске од стране калифа Омара након завршетка освајања Леванта.
Отпуштањем Халида демонтиран је овај моћни коњички пук. Један од његових бриљантних команданата Ка'ка ибн Амр је био послат на персијски фронт 637. године, заједно са појачањима за битку код Кадисије, у којој је одиграо важну улогу. Један део је касније послат на персијски фронт као појачање за муслиманско освајање Персије. Многи њени припадници су умрли од куге током 639.-640. године, када је убијено око 25.000 муслимана у Сирији. То укључује многе под-команданте мобилне страже као што је Зирар ибн Азвар, они који су преживели пратили су војску под заповједништвом Амр ибн ел Ас у освојању Египата.